# Bo Bergman
Pour les articles homonymes, voir Bergman.
Bo Hjalmar Bergman, né le 6 octobre 1869 à Stockholm, mort le 17 novembre 1967 dans cette même ville, est un écrivain et critique littéraire suédois, qui occupa le siège no 12 de l'Académie suédoise de 1925 à sa mort.

## Biographie
Bo Bergman étudie à l'université d'Uppsala avant de rejoindre le service postal suédois. Il se marie en 1905, et entame à la même époque une carrière journalistique, travaillant comme critique littéraire au magazine Ord och Bild de 1900 à 1904, puis au quotidien Dagens Nyheter, où il est également critique théâtral, de 1905 à 1939.
Son premier recueil de poèmes, Marionetterna (« Les Marionnettes »), qui contient le poème du même nom, rencontre un succès immédiat lors de sa parution en 1903. Aux côtés de Hjalmar Söderberg et de Henning Berger, Bo Bergman représente « les intimistes bourgeois », un courant littéraire qui constitue en Suède un lien entre le réalisme littéraire des années 1880 et le romantisme esthétique des années 1890. Nombre de ses poèmes ont été mis en musique par des compositeurs célèbres, tels que Wilhelm Stenhammar, Ture Rangström et Karin Rehnqvist.
Bo Bergman repose au cimetière du nord de Solna. À l'occasion du 100e anniversaire de sa naissance, un timbre à son effigie a été émis par la poste suédoise.

## Œuvres (sélection)
Poésie
- 1903 : Marionetterna
- 1908 : En människa
- 1917 : Elden
- 1922 : Livets ögon
- 1939 : Gamla gudar
- 1944 : Riket
- 1952 : Stunder
- 1969 : Äventyret

Romans
- 1904 : Drömmen och andra noveller
- 1915 : Skeppet
- 1961 : Vi vandrare

Théâtre
- 1963 : Det eviga spelet

Autobiographie
- 1964 : Trasmattan

Correspondance
- 1969 : Kära Hjalle – Kära Bo (correspondance avec Hjalmar Söderberg)

## Prix et récompenses
- Prix Bellman (1943, 1966)
- Grand prix des Neuf (1956)

## Sources
- (sv) Cet article est partiellement ou en totalité issu de l’article de Wikipédia en suédois intitulé « Bo Bergman (författare) » (voir la liste des auteurs).
- Svensk uppslagsbok. Malmö 1939.
- Svenskt biografiskt lexikon. Volume 3. Stockholm 1922.